# Никита Водопол
Ники́та Водопо́л (Никитин день) — день народного календаря у восточных славян, выпадающий на 3 (16) апреля. Название дня происходит от имени святого Никиты Мидикийского. По славянским поверьям в этот день после зимы просыпается водяной.

## Другие названия
Никита вешний, Никита-исповедник, Агафья, Никита, Никитин день.
В этот день православными славянами почитаются в том числе: Никита Исповедник, Святая Агафья.

## Обряды и поверья
День связан с кормлением, задабриванием водяного, который, как считалось просыпается 1 апреля (по ст. стилю), в день Марии Египетской. Русские верили, что дожидаясь в течение трёх дней угощения, Водяной ломает лёд и мучает рыбу. В качестве подношения водяному в водоём бросали часть первого улова, крошки хлеба, остатки вина, щепоть табаку и т. п. В некоторых случаях водяному приносили в жертву лошадь, купленную в складчину. Верили, что если водяной будет доволен жертвами, то он даст рыбакам хороший улов, не будет мешать им и будет спасать их от бури и потопления[страница не указана 3251 день].
В западных губерниях Российской империи крестьяне освящали в церкви хлеб, утыканный кусками соли. Затем этот хлеб вешали на рога коров.

## Водяной
Согласно восточнославянским поверьям, каждый водоём имел своего водяного, сила которого зависела от размеров и опасности реки или озера. Считалось, что если водоёмы искусственно связывали, водяные погибали[страница не указана 3251 день].

## Поговорки и приметы
- Не пройдёт на Никиту-исповедника лёд — весь весенний лов на нет сойдёт[11].